# Intimo Roberta
Intimo Roberta è un marchio di un'azienda italiana di abbigliamento intimo.

## Storia
È stato ideato nel 1975 a Bergamo. Nel 1994 venne ceduta al gruppo Visendi  mentre nel 2002 il brand è stato acquisito dal Gruppo Pompea. Prima della cessione venivano prodotti circa 5 milioni di pezzi col marchio Roberta, per un fatturato di circa 30 milioni di euro.
A seguito della riorganizzazione del gruppo Pompea, dal 2009 l'Intimo Roberta è prodotto in Tunisia e viene commercializzato esclusivamente nell'Europa occidentale, mentre in Europa orientale è stato preferito il brand Glamour.
L'azienda fece parlare di sé per la campagna di marketing  ideata dall'architetto Venturino che prevedeva manifesti nei quali le modelle comparivano solo di schiena.

Alcune delle testimonial erano già famose in precedenza o lo diventarono grazie alla pubblicità stessa.
Fra queste:
- Rosa Fumetto negli anni ottanta;
- Elisa Jacassi nel 1994[4];
- Michelle Hunziker dal 1995;
- Caroline Salvia;
- Natalia Bush diventa miss Roberta nel 2006;
- Nina Seničar dal 2009[6].